# Oka
För andra betydelser, se Oka (olika betydelser).

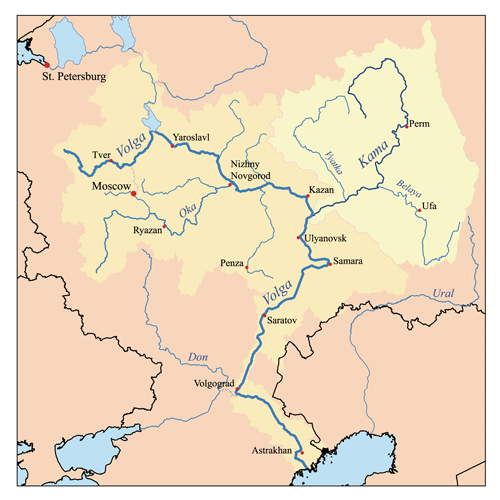
Karta över Okaflodens utsträckning.

Oka är en 1 480 km lång flod i centrala Ryssland. Oka är högerbiflod till Volga, rinner söder om Orjol och mynnar vid Nizjnij Novgorod. Den är 1 550 kilometer lång. Bland dess bifloder märks främst Moskvafloden. Oka är segelbar 1 420 kilometer av sin sträckning, fram till staden Orjol.